# BUMP BUMP!
《BUMP BUMP! feat.VERBAL(m-flo)》는 대한민국 여자 가수 보아가 일본 28번째 싱글이다. 이번 싱글의 전체 프로듀서로 m-flo의 VERBAL을 영입해 보아의 댄스와 가창력을 전체적으로 표현한 싱글이다. 대한민국에서는 일본 발매 1주일 뒤인 11월 4일 발매한다.

## 설명
- 전미 데뷔 진출 이후 일본의 발매한 두 번째 싱글이다.
- 전작 싱글로부터 약 8개월 만에 발매한 싱글이다. 텀은 이전 싱글 《永遠》와 비슷하다. 이는 미국 진출의 따른 영향이기도 하다.
- 전곡의 프로듀서로 랩퍼 m-flo의 VERBAL이 참가, 덧붙여 피쳐링에도 참여하였다. VERBAL과의 작업은 4번째이다.
- 초회반의 특전으로 2009년 12월 《BoA THE LIVE 2009 "X'mas"》 콘서트 선행 예약 응모권을 동봉한다.

## 수록곡
CD
1. BUMP BUMP! feat.VERBAL(m-flo)
  - 작사 : VERBAL / 작곡 : VERBAL·AGENT KOZEL for KOZM & Minami / 편곡 : VERBAL
  - NTV 음악프로그램 《음악전사》 POWER PLAY, music.jp TV-CM 타이업
2. IZM feat.VERBAL(m-flo)
  - 작사 : VERBAL / 작곡 : VERBAL / 편곡 : VERBAL
3. BUMP BUMP! feat.VERBAL(m-flo) Instrumental
4. IZM feat.VERBAL(m-flo) Instrumental

DVD
1. BUMP BUMP! feat.VERBAL(m-flo) Music Video
2. BUMP BUMP! feat.VERBAL(m-flo) Music Video ～DANCE EDIT～ ※ CD+DVD 초회반에만 수록

## 차트
| 차트                    | 순위 | 판매량 | 주차 |
| ----------------------- | ---- | ------ | ---- |
| 오리콘 데일리 싱글 차트 | 5    |        |      |
| 오리콘 위클리 싱글 차트 | 8    | 10,805 | 1    |